# Let Me Introduce You to the End
Let Me Introduce You To The end – projekt muzyka i fotografa Ryana Socasha poświęcony syntezie ambientowego rocka i współczesnej fotografiki. Projekt powstał w 2000 r. w USA i tam też był aktywny przez pierwsze pięć lat istnienia. W 2005 roku Ryan Socash przeprowadził się do Polski i skompletował polski skład Let Me Introduce You To The End. Dotychczas grupa znana była fanom muzyki alternatywnej, lecz dzięki współpracy z Czesławem Mozilem twórczość zespołu dotarła do szerszej publiczności.  Let Me Introduce You To The End ma na koncie 3 albumy: The Hands of Hope (2000), A Love of the See (2006) i A Voice from the Moutain (2010). Sposób dystrybucji ostatniego albumu wzbudził wiele kontrowersji, ponieważ Socash udostępnił wydawnictwo w internecie za darmo.

## Skład
- Ryan Socash – wokal
- Wojtek Szupelak – gitara
- Marek Kaminski – instrumenty klawiszowe
- Matt Nelson – instrumenty klawiszowe
- Frank Parker – perkusja
- Duszan Korczakowski – kontrabas
- Michał Zachariasz – akordeon

## Dyskografia

### Albumy
| Rok  | Tytuł                                                            |
| ---- | ---------------------------------------------------------------- |
| 2000 | The Hands of Hope                                                |
| 2006 | A Love of the Sea                                                |
| 2010 | A Voice From The Moutain – z gościnną współpracą Czesława Mozila |